# Свир (Белорусија)
Свир (блр. Свір; рус. Свирь) је градско насеље са административним статусом варошице (городской посёлок) у западном делу Републике Белорусије. Административно је део Мјадзељског рејона Минске области. 

## Географски положај
Насеље је смештено на обалама језера Свир, на око 45 км западно од града Мјадзела, односно 180 км западније од главног града земље Минска.

## Историја
Према легенди насеље је основано у XIII веку на месту некадашњег храма врховног словенског божанства Перуна.
До 1795. град је био део Литванске Кнежевине, након чега је прешао под управу Руске Империје. Након што је једно кратко време био део Пољске државе (од 1921) Свир улази у састав Белоруске ССР 3. новембра 1939. године. 
Административни статус вароши има од 25. априла 1958. године.

## Демографија
Према процени за 2011. у варошици је живело 1.018 становника.
| 2009. | 2010. | 2011. |
| ----- | ----- | ----- |
| 1.082 | 1.042 | 1.018 |